# Pourvu qu'elles soient douces
Pourvu qu'elles soient douces è il terzo singolo del album Ainsi soit je... della cantautrice francese Mylène Farmer, pubblicato il 12 settembre 1988.
Con questo singolo Mylène Farmer arriva per la prima volta al numero uno nella top chart singoli francese, grazie ad un video ambizioso di circa 17 minuti costato alla produzione quasi 450.000 euro che narra le nuove vicende di Libertine e che incanta il pubblico francese ed europeo. Il singolo, che include l'inedito Puisque, rilancia anche le vendite dell'album che arriva alla prima posizione della top album. Il singolo viene venduto alla cifra di 1.000.000+ solamente in Francia .
La traccia è un pezzo cult della Farmer, a causa anche del testo che tratta un tema molto provocante: la sodomia. Secondo un recente sondaggio del 2008 Pourvu qu'elles soient douces sarebbe la canzone più popolare della rossa e la traccia più ricordata dai non fan.

## Versioni ufficiali
1. Pourvu qu'elles soient douces (Single version) (4:10)
2. Pourvu qu'elles soient douces (Album version) (4:56)
3. Pourvu qu'elles soient douces (Remix Club) (6:37)
4. Pourvu qu'elles soient douces (Paul Oakenfold Remix) (4:07)
5. Pourvu qu'elles soient douces (Live Version 89) (8:56)
6. Pourvu qu'elles soient douces (Live Version 09) (5:02)

## Lista di artisti che hanno cantato una cover del brano
- Réjane (1996)
- Lorie (2004)
- Les enfoirés [in un medley] 2006